# Da Bomb (Kris Kross-album)
A Da Bomb az amerikai Kris Kross duó második stúdióalbuma. A csapat új albuma teljesen új zenei elemeket tartalmazott a korábbi Totally Krossed Out című debütáló albumhoz képest. Az albumra a Gangsta Rap stílus volt a jellemző, mely nem minden rajongónak tetszett. Annak ellenére, hogy vegyes kritikákat kapott a lemez, így is platinalemez lett az USA-ban, és 4 millió példányszámban kelt el világszerte. A lemezborító viszont a japán kiadásnál erősen összefüggésbe hozható volt a Hirosimai atomkatasztrófával kapcsolatban, így kérdéses volt a megjelenése. Az albumról három kislemez jelent meg.

## Tracklista
1. "Intro" (Dupri, Jermaine) – 0:19
2. "Da Bomb" featuring Da Brat (Da Brat/Dupri, Jermaine) – 4:10
3. "Sound of My Hood" (Dupri, Jermaine) – 2:40
4. "It Don't Stop (Hip Hop Classic)" (Simmons, J./Dupri, Jermaine/McDaniels, Darryl "DMC"/Kelly, Chris) – 2:56
5. "D.J. Nabs Break" (Dupri, Jermaine/DJ Nabs) – 1:41
6. "Alright" featuring Super Cat (Dupri, Jermaine) - 4:03
7. "I'm Real" (Dupri, Jermaine) - 3:14
8. "2 da Beat Ch'Yall" (Dupri, Jermaine/Kelly, Chris) – 3:41
9. "Freak da Funk" (Dupri, Jermaine) – 2:59
10. "A Lot 2 Live 4" (Dupri, Jermaine) – 2:14
11. "Take Um Out" (Dupri, Jermaine) – 4:35
12. "Alright [Extended Remix] (Dupri, Jermaine) – 6:01

## Felhasznált dalok, hangminták
"Da Bomb"
- - "The Look of Love" by Isaac Hayes
  - "The Big Beat" by Billy Squier
- "Alright"
  - "Just a Touch of Love" by Slave
- "I'm Real"
  - "Ain't Nuthin' But a G Thang" by Dr. Dre
  - "Mary Jane by Rick James
- "2 Da Beat Ch'yall"
  - "Funky Worm" by Ohio Players
  - "The Freeze (Sizzaleenmean)" by Parliament
  - "More Bounce to the Ounce" by Zapp
- "Freak Da Funk!"
  - "Free Your Mind and Your Ass Will Follow" by Funkadelic
- "It Don't Stop (Hip Hop Classic)"
  - "Hihache" by Lafayette Afro Rock Band
  - "The Big Beat" by Billy Squier
- "Sound of My Hood"
  - "Give It Away" by Red Hot Chili Peppers
  - "The Day The Niggaz Took Over" by Dr. Dre
  - "Mister Magic" by Grover Washington Jr.
- "Take Um Out" 
  - "Kool Is Back by Funk, Inc.
  - "More Bounce to the Ounce by Zapp
- "A Lot 2 LIve 4"
  - A Different World Dialogue